# Église Saint-Pierre de Pont-l'Abbé-d'Arnoult
L'église Saint-Pierre est une église de style roman saintongeais située à Pont-l'Abbé-d'Arnoult en Saintonge, dans le département français de la Charente-Maritime en région Nouvelle-Aquitaine.

## Historique
L'église fut construite en style roman au XIIe siècle et modifiée au XVe siècle.

## Description
La façade médiévale se compose d'un portail central à cinq rangs d'archivoltes et de deux arcades aveuglées par un appareil en bâtons rompus. Les archivoltes sont décorées de nombreuses figures. Sur le tympan, scène de crucifixion. Dans les tympans des portails latéraux, crucifiement de saint Pierre et saint Pierre délivré de la prison. Les colonnes sont imbriquées ou cannelées.

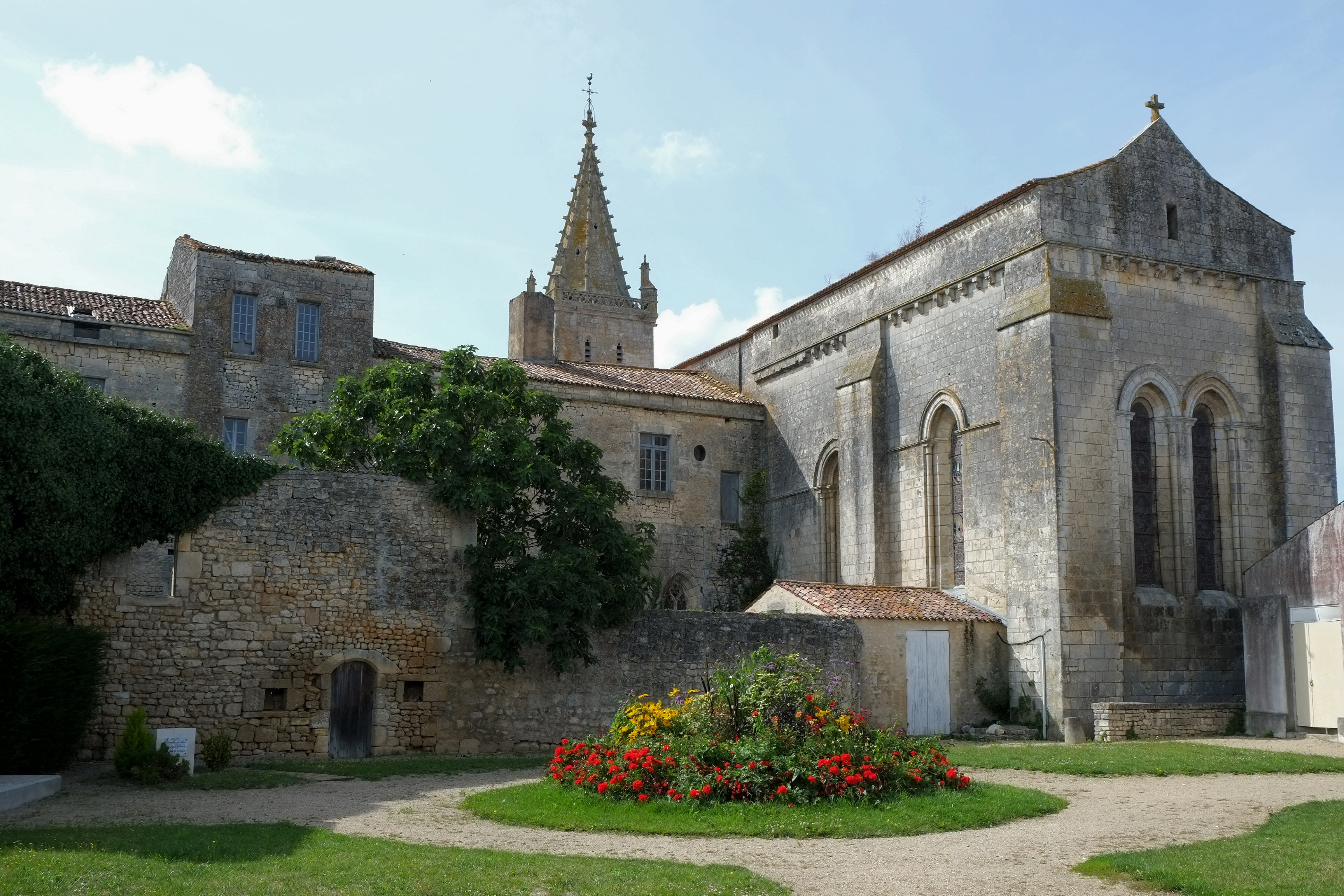
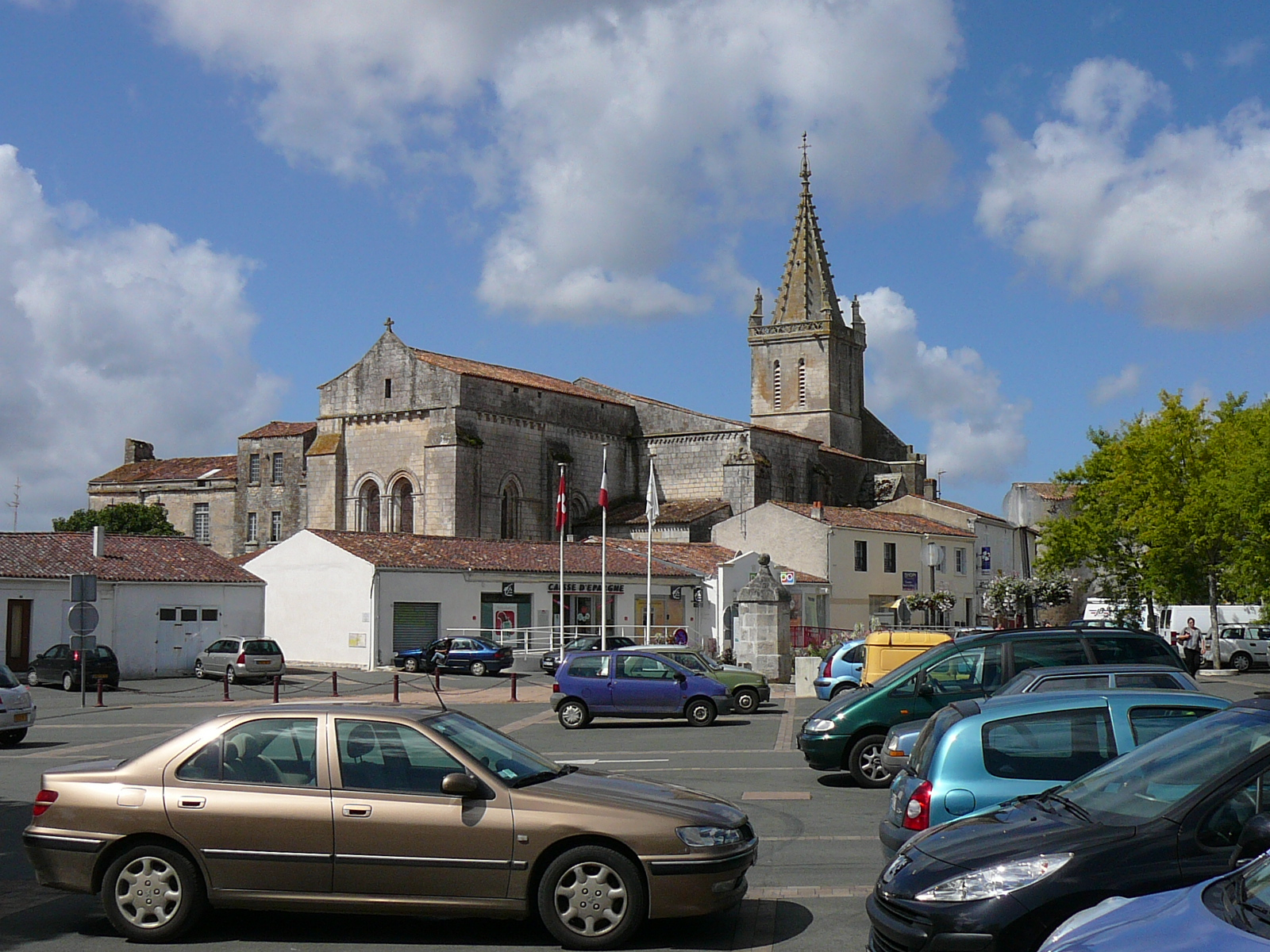

## Protection
L'église Saint-Pierre fait l'objet d'un classement au titre des monuments historiques depuis le 12 décembre 1887.